# Зайцев Василь Іванович (1911–1982)
Василь Іванович Зайцев (нар. 12 лютого 1911 — 13 квітня 1982) — радянський військовик-танкіст, Герой Радянського Союзу (1945), у роки
німецько-радянської війни командир 61-ї гвардійської танкової бригади 10-го гвардійського танкового корпусу (4-а танкова армія, 1-й Український фронт) гвардії підполковник.

## Біографія
Народився 12 лютого 1911 року в Тулі в сім'ї робітника. Росіянин. Закінчив середню школу, потім працював на заводі.
У 1932 році був призваний в Червону Армію. У 1934 році закінчив бронетанкове училище. Проходив службу в танкових частинах.
У боях німецько-радянської війни з жовтня 1941 року. Був поранений. У березні 1943 року призначений на посаду заступника начальника штабу 197-й Свердловської добровольчої танкової бригади формованого Добровольчого танкового корпусу. У червні бригада була направлена на фронт і була включена в 4-ту танкову армію. У складі бригади брав участь у Курській битві, в наступі на орловському напрямі. Вже восени 1943 року бригада стала 61-б гвардійською. Майор Зайцев брав активну участь у боях за визволення України, в Проскурівсько-Чернівецької операції.
У квітні 1944 року був призначений начальником штабу бригади. На цій посаді керував частинами бригади при звільненні Західної України, Львова та південної Польщі. З січня 1945 року, після загибелі командир бригади гвардії полковника Жукова, і до кінця війни командував 61-ю гвардійською танковою бригадою. Під його командуванням бригада в січні-лютому 1945 року форсувала річку Одер, забезпечила утримання плацдарму, знищила ворожий гарнізон міста Штейнау (Шцинава, Польща). Гвардії підполковник 3айцев увесь час перебував у бойових порядках, вміло керував боєм. За період з 13 січня по 1 лютого 1945 року бригада знищила сотні гітлерівців, підбила 47 танків, придушила до 60 артилерійських батарей і спалила сотні авто- і бронемашин.
6 квітня 1945 року за зразкове виконання завдань командування і проявлені мужність і героїзм у боях з німецько-фашистськими загарбниками гвардії підполковнику Зайцеву Василю Івановичу присвоєно звання Героя Радянського Союзу з врученням ордена Леніна і медалі «Золота Зірка» (№ 6024).
День Перемоги зустрів у столиці Чехословаччини місті Празі. Після війни залишився в армії.
У 1951 році закінчив Військову академію Генштабу, командував дивізією, в 1956—1966 роках керував Харківським танковим училищем.
З 1966 року генерал-майор танкових військ В. І. 3айцев у запасі. Жив у Харкові. Помер 13 квітня 1982. Похований на кладовищі № 2 у Харкові.

## Вшанування пам'яті
У 2013 році в Харкові на будинку, в якому жив В. І. Зайцев, встановлено присвячена йому меморіальна дошка.